# 4311 Zguridi
A 4311 Zguridi (ideiglenes jelöléssel 1978 SY6) a Naprendszer kisbolygóövében található aszteroida. Ljudmilla Vasziljevna Zsuravljova fedezte fel 1978. szeptember 26-án.